# Traitement d'antécédents judiciaires
Pour les articles homonymes, voir Taj et Ariane.
Le fichier de Traitement d'antécédents judiciaires (TAJ), (nommé au départ fichier de l'Application de rapprochement, d'identification et d'analyse pour les enquêteurs (ARIANE)) est un système de fichage du ministère de l'Intérieur comportant des informations sur les personnes interpellées, les personnes mises en cause, y compris acquittées ou relaxées, les personnes ayant porté plainte et les personnes morales. Il est alimenté par les données saisies par les personnels de la gendarmerie et de la police nationale dûment habilités à cet effet.
Le fichier TAJ naît de la fusion de deux fichiers, le STIC et le JUDEX, le 1er janvier 2014.
Les informations enregistrées proviennent des procédures rédigées avec le logiciel LRPGN pour la gendarmerie et le LRP-PN (anciennement Ardoise) pour la police.
Le fichier est critiqué et condamné par le Conseil constitutionnel, la Cour européenne des droits de l'homme (CEDH) et la Commission nationale de l'informatique et des libertés (CNIL) pour son manque de respect de la vie privée, son taux important d'erreurs et son opacité. Sa pertinence est aussi contestée par différents observateurs.
La Ligue des droits de l'homme (LDH) demande la suppression du TAJ en soutenant que le fait de ficher des personnes pour des délits et des crimes présumés sans qu'elles ne soient condamnées par la justice contreviendrait à la présomption d'innocence. Le Conseil d'Etat français rejette cette demande. Il autorise, en 2022, que le TAJ soit utilisé à des fins de reconnaissance faciale.
En 2018, 18,9 millions d'habitants sont fichés par le TAJ, soit un peu moins de 30% de la population française.

## Fonctionnement

### Loi
Le TAJ est créé par l’article 11 de la loi LOPPSI 2 du 14 mars 2011 et codifié aux articles 230-6 à 230-11 du code de procédure pénale. Les dispositions réglementaires faisant application de l'article 11 sont le décret n° 2012-652 du 4 mai 2012 relatif au traitement des antécédents judiciaires. Ce dernier texte est codifié aux articles R40-23 à R40-34 du code de procédure pénale.

### Données à caractère personnel
La fiche comporte les informations suivantes, en plus des infractions, délits et crimes présumés, selon la CNIL:
- identité, surnom, alias, situation familiale, filiation, nationalité, adresses, adresses de messagerie électronique, numéros de téléphone
- date et lieu de naissance
- profession
- état de la personne
- signalement
- photographie comportant des caractéristiques techniques permettant de recourir à un dispositif de reconnaissance faciale et autres photographies

Le traitement de ces données à caractère personnel s'effectue sous le contrôle du procureur de la République territorialement compétent. En cas de relaxe et d’acquittement, les fiches concernées doivent être effacées, sauf si le procureur de la République en prescrit le maintien. En revanche, les décisions de non-lieu et de classement sans suite font l'objet d'une mention au sein du fichier TAJ, à moins que le procureur de la République ordonne l'effacement des données personnelles.

### Accès au fichier TAJ
Les personnes dont le nom figure au sein de ce fichier ne peuvent pas avoir un accès directement à ces informations. L'article R 40-23 du Code de procédure pénale permet à toute personne d'exercer son droit d'accès au fichier TAJ directement auprès du responsable du traitement, à savoir le ministère de l'Intérieur. À défaut de réponse dans le délai de 2 mois, ou en cas de refus, toute personne fichée peut saisir la CNIL afin d'avoir accès à son fichier TAJ. Il s'agit de l'accès indirect prévu par l'article 41 de la Loi Informatique et Libertés. Cet accès est pourtant peu fourni et la CNIL a mis en demeure le Ministère de l'Intérieur et de la Justice pour non respect de la loi.

### Durée et volume
La durée de conservation des données pour les majeurs est en principe de 20 ans, mais peut varier, en fonction du type d'infraction, entre 5 et 40 ans. Pour les mineurs, elle est de 5 ans mais peut atteindre 10 ou 20 ans pour certaines infractions. Dès sa création, le TAJ connaît une inflation de fiches, et s'accroit rapidement.
Dans son rapport de février 2017 sur la police technique et scientifique, la Cour des comptes relève que, fin mars 2016, le TAJ intégrait 15,6 millions de fiches de personnes mises en cause, dont 3,4 millions présentant au moins une photographie de la personne. En date du 15 novembre 2018, plus de 18,9 millions de personnes faisaient l’objet d’une fiche,, soit une proportion d'environ 30% de la population française.

### Procédure d'effacement du fichier TAJ
L’article 230-8 du code de procédure pénale permet de demander l’effacement des mentions inscrites sur le fichier TAJ. La loi a imposé, comme condition, que le bulletin n°2 du casier judiciaire du demandeur soit vierge de toute mention. À défaut, la demande est déclarée irrecevable par le procureur de la République ou le magistrat référent TAJ. La demande se fait par voie de requête. Cette procédure n'impose pas la représentation obligatoire par voie d'avocat, mais un accompagnement par un professionnel du droit permet d'augmenter les chances d'effacement. En cas de refus d'effacement, le justiciable dispose d'un recours devant le président de la chambre de l'instruction.[réf. nécessaire]

### Technologie et budget
Le TAJ permet le rapprochement des images, avec un système de reconnaissance faciale. Le TAJ utilise également des technologies de moteur de recherche permettant la conservation de la structure des contenus. Le projet Ariane est doté en 2010 d'une enveloppe de 1,5 million d'euros.

## Critiques

### Manque de respect de la vie privée
Comme son prédécesseur, le STIC - instauré en 1985, le TAJ est critiqué par la Cour européenne des droits de l'homme (CEDH) pour son non-respect de la vie privée des personnes fichées.
Il est aussi condamné pour les mêmes raisons par le Conseil constitutionnel, en 2017, qui le qualifie comme une « atteinte disproportionnée au droit au respect de la vie privée ».

### Non respect de la présomption d'innocence
La Ligue des droits de l'homme (LDH) demande la suppression du TAJ en soutenant que le fait de ficher des personnes pour des délits et des crimes présumés sans qu'elles ne soient condamnées par la justice contreviendrait à la présomption d'innocence,. Le Conseil d'Etat français s'oppose à cet avis en disant que la CNIL et les procureurs peuvent amender ou supprimer les données s'y trouvant,.

### Taux d'erreurs importants
La Commission nationale de l'informatique et des libertés (CNIL) fait état de taux d'erreurs importants dans le TAJ, entre 37% et 83% d'erreurs, en fonction de la provenance des fiches.

### Manque d'accès aux données
En 2015, la Commission nationale de l'informatique et des libertés (CNIL) met en demeure le Ministère de l'Intérieur et le Ministère de la Justice face à l'absence de suites à ses demandes d'accès.

### Reconnaissance faciale
La Quadrature du Net porte plainte contre l'utilisation du TAJ à des fins de reconnaissance faciale. Cette plainte est rejetée par le Conseil d'Etat français en 2022, qui autorise donc la captation d'images pour l'utilisation au sein de systèmes de reconnaissance faciale,.

### Pertinence
Si les deux fichiers fusionnés servent à des recoupements et donnent aux indices une forme plus facile à partager entre différents enquêteurs sur différents dossiers, la pertinence des informations est régulièrement critiquée lorsqu'il s'agit de publier dans la presse un qualificatif sur la victime d'un meurtre, comme ce fut le cas dans l'affaire de la Mort de Nahel Merzouk où l’exactitude des informations" a "fait l‘objet d’une polémique" en raison de "fuites parfois utilisées par la droite ou l’extrême droite pour atténuer la portée du drame, sinon le justifier", selon le service de vérification des faits du quotidien Libération. La presse quotidienne a cité "une source proche du dossier" expliquant que la mention d’«antécédents judiciaires» implique «au moins une condamnation et des poursuites en cours», la mention du nom de la personne au fichier n'étant pas compréhensible par un public de non-professionnels de la police ou du droit. Me Yassine Bouzrou, avocat de la famille de Nahel Merzouk y a notamment souligné qu’«être connu des services de police, ça ne veut absolument rien dire. […] Ces fichiers [de police] manquent de précision.». Sur France Inter, la porte-parole du ministère de l’Intérieur, l'ex-commissaire à Malakoff Camille Chaize, a de son côté réagi à une question de Léa Salamé au sujet des antécédents judiciaires de la victime en répondant que "ça n’a pas de sens de réfléchir ainsi. Peu importe, s’il était connu ou pas des services de police",, une déclaration qui "a été largement saluée", selon le service de vérification des faits du quotidien Libération.

## Source et ressources
- Revue de la FARAPEJ mai 2009, Annick Dorléans.
- Fichiers de police et de gendarmerie. Comment améliorer leur contrôle et leur gestion ? Alain Bauer et Christophe Soullez, Rapport édité à la Documentation Française, 2007.
- Fiche synthétique de la CNIL présentant le TAJ, 2018
- Décision de la CNIL no 2005-005 du 2 février 2015 de mise en demeure du ministère de l’Intérieur et du ministère de la Justice